# Boog van Germanicus

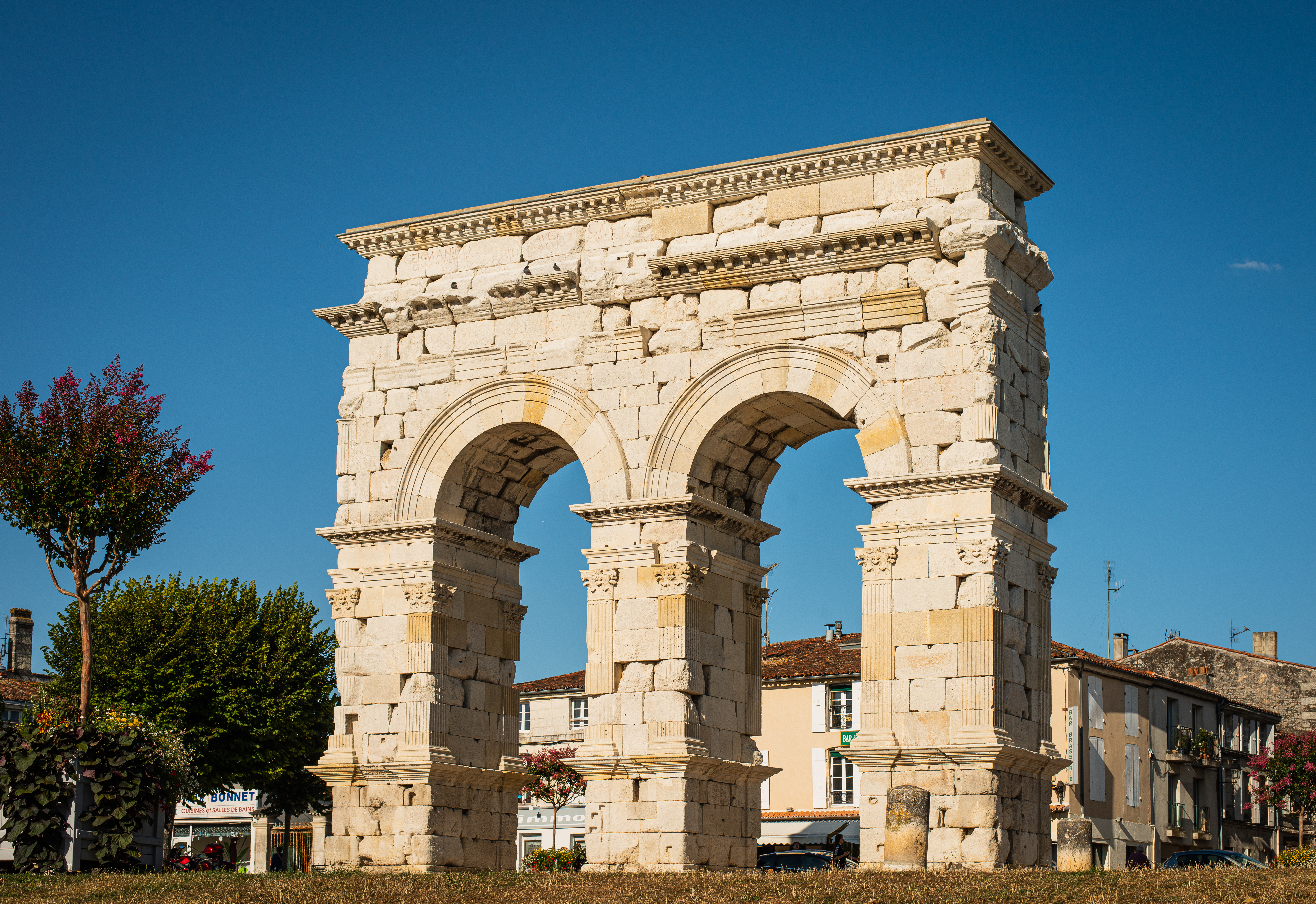
Boog van Germanicus

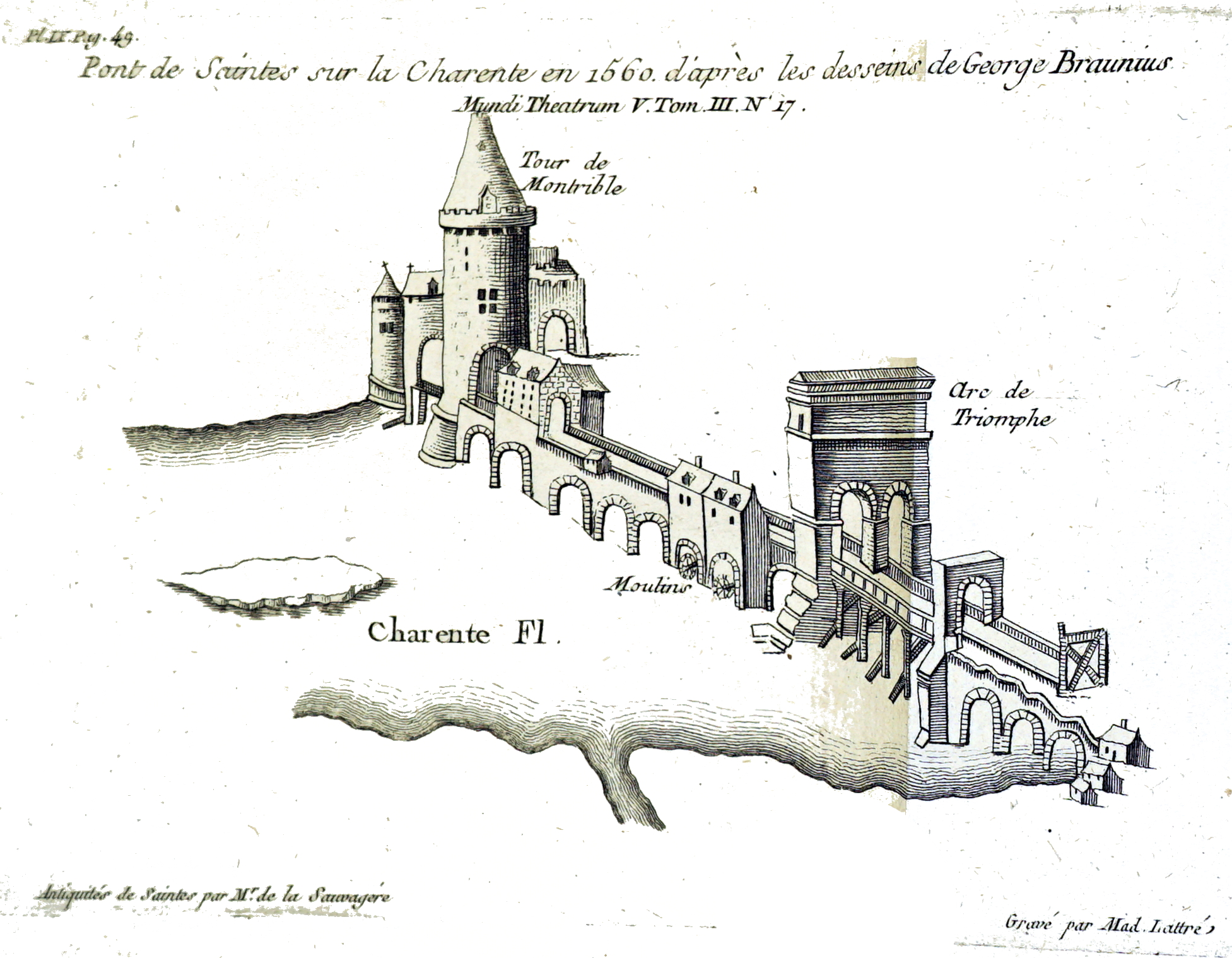
Situatie in 1560 met de Romeinse poort en brug en middeleeuwse toevoegingen

De Boog van Germanicus (Frans: Arc de Germanicus) is een Romeinse stadspoort in de Franse stad Saintes.

## Geschiedenis
De stadspoort werd opgetrokken in opdracht van Caius Julius Rufus, een Gallo-Romeinse inwoner van de stad, en ingehuldigd in 18 of 19 n.Chr. De poort werd opgedragen aan keizer Tiberius, zijn zoon Drusus en zijn neef en adoptiezoon Germanicus. Ze vormde de voornaamste toegangspoort tot de stad en lag aan de Romeinse brug over de Charente en gaf uit op de Decumanus Maximus, de hoofdstraat in oost-westrichting.
De poort en de brug bleven in gebruik tijdens de middeleeuwen. De poort onderging toen enkele kleinere veranderingen. In 1843 zouden zowel de brug als de poort worden afgebroken, maar door toedoen van Prosper Mérimée kon de afbraak van de poort worden voorkomen. Ze werd verplaatst naar de Place Bassompierre. De oude Romeinse brug werd wel afgebroken en vervangen door een modernere brug.

## Beschrijving
De poort is 15,8 meter breed, 14,71 meter hoog en 3,9 meter dik. De poort heeft twee bogen, een voor elke rijrichting. De voor het overige sobere poort is versierd met gebeeldhouwde pilaren en kapitelen. Op het bovenste deel zijn inscripties aangebracht.
De poort was in de eerste plaats opgedragen aan keizer Tiberius, maar omdat de naam Germanicus het best leesbaar bleef, kreeg de poort de naam Boog van Germanicus. Het gaat echter niet om een triomfboog. Aan de hand van de gevoerde titels van Germanicus kan de poort worden gedateerd tussen januari 18 en oktober 19, toen Germanicus overleed. Waarschijnlijk werd de poort opgetrokken om de opening van de Via Agrippa, de Romeinse weg naar Lyon te herdenken. In de oudheid was de poort nog bekroond met standbeelden.